# Richard Sedláček
Richard Sedláček (Rumburk, 21 juni 1999) is een Tsjechisch voetballer die bij voorkeur speelt als middenvelder, maar ook inzetbaar is als verdediger.

## Carrière
Richard Sedláček speelde tussen 2012 en 2018 in de jeugd van Sparta Praag, en werd gedurende deze periode regelmatig geselecteerd voor de Tsjechische vertegenwoordigende jeugdelftallen. In 2018 maakte hij de overstap naar AZ, waar hij aansloot bij Jong AZ. Hij debuteerde voor Jong AZ in de Eerste divisie op 5 oktober 2018, in een thuiswedstrijd tegen Helmond Sport (2-2). Sedláček kwam in de 73e minuut in het veld voor Tijjani Reijnders. Eind januari 2022 maakte hij samen met ploeggenoot Sem Dirks de overstap naar VVV-Venlo. Sedláček tekende in Venlo een contract tot medio 2023. Daar debuteerde hij op 4 februari 2022 direct in de basiself, in een met 0-5 gewonnen uitwedstrijd bij MVV Maastricht. Op 4 maart 2022 scheurde Sedláček in een thuiswedstrijd tegen FC Volendam (0-0) de enkelbanden van zijn rechterenkel waardoor hij voor de rest van het seizoen 2021/22 uitgeschakeld werd. Bij aanvang van het seizoen 2022/23 startte Sedláček aanvankelijk als rechtsback vanwege een blessure van Tristan Dekker. Toen Dekker weer fit was, belandde hij op de reservebank. In de loop van het seizoen wist de Tsjech toch weer een plek in de basiself te veroveren, ditmaal als middenvelder. Tijdens de winterstop beloonde de club zijn sterke ontwikkeling met een verlenging van zijn contract met twee jaar. Na het vertrek van trainer Rick Kruys in 2024 deed zijn opvolger John Lammers geen beroep meer op hem in de eerste twee competitiewedstrijden van het seizoen 2024/25. Bij gebrek aan perspectief op speeltijd liet Sedláček in overleg met VVV zijn contract ontbinden en de Tsjechische middenvelder besloot om terug te keren naar zijn geboorteland. Daar ondertekende hij op 27 augustus 2024 een contract bij FK Teplice, zijn voormalige jeugdclub.

## Statistieken

#### Beloften
| 2018/19                                | Jong AZ         | Eerste divisie  | 10 | 0 | 10 | 0 |
| 2019/20                                | Jong AZ         | Eerste divisie  | 20 | 5 | 20 | 5 |
| 2020/21                                | Jong AZ         | Eerste divisie  | 3  | 1 | 3  | 1 |
| 2021/22                                | Jong AZ         | Eerste divisie  | 19 | 0 | 19 | 0 |
| 2024/25                                | FK Teplice B    | ČFL             | 11 | 3 | 11 | 3 |
| Totaal beloften                        | Totaal beloften | Totaal beloften | 63 | 9 | 63 | 9 |
| Bijgewerkt tot en met 26 december 2024 |                 |                 |    |   |    |   |

#### Senioren
| Seizoen                                | Club            | Competitie      | Competitie | Competitie | Beker | Beker | Playoffs | Playoffs | Totaal | Totaal |
| Seizoen                                | Club            | Competitie      | Wed.       | Dlp.       | Wed.  | Dlp.  | Wed.     | Dlp.     | Wed.   | Dlp.   |
| -------------------------------------- | --------------- | --------------- | ---------- | ---------- | ----- | ----- | -------- | -------- | ------ | ------ |
| 2021/22                                | VVV-Venlo       | Eerste divisie  | 4          | 0          | 0     | 0     | —        | —        | 4      | 0      |
| 2022/23                                | VVV-Venlo       | Eerste divisie  | 32         | 0          | 2     | 0     | 0        | 0        | 34     | 0      |
| 2023/24                                | VVV-Venlo       | Eerste divisie  | 29         | 1          | 1     | 0     | —        | —        | 30     | 1      |
| 2024/25                                | VVV-Venlo       | Eerste divisie  | 0          | 0          | 0     | 0     | —        | —        | 0      | 0      |
| 2024/25                                | FK Teplice      | 1. Liga         | 6          | 0          | 1     | 0     | —        | —        | 7      | 0      |
| Totaal senioren                        | Totaal senioren | Totaal senioren | 71         | 1          | 4     | 0     | 0        | 0        | 75     | 1      |
| Carrièretotaal                         | Carrièretotaal  | Carrièretotaal  | 134        | 10         | 4     | 0     | 0        | 0        | 138    | 10     |
| Bijgewerkt tot en met 26 december 2024 |                 |                 |            |            |       |       |          |          |        |        |